# Вакратваму

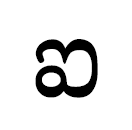
Айкараму

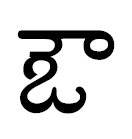
Аукараму

Вакратваму, вакрата ( тел.వక్రతమము - искривление ) — общее название букв айкараму и аукараму письменности телугу.
- Айкараму — буква «Ай», пишется только в начале слова, внутри и в конце передаётся знаком айтваму.
- Аукараму — буква «Ау», внутри и в конце слова передаётся знаком аутваму.

Пример: అజర్‌బైజాన్  — Азербайджан (айтваму).

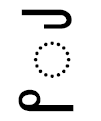
Айтваму
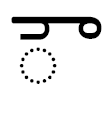
Аутваму